# St. Andrew’s Church (St. Andrew’s Street, Dublin)
Koordinaten: 53° 20′ 36,8″ N, 6° 15′ 39,7″ W

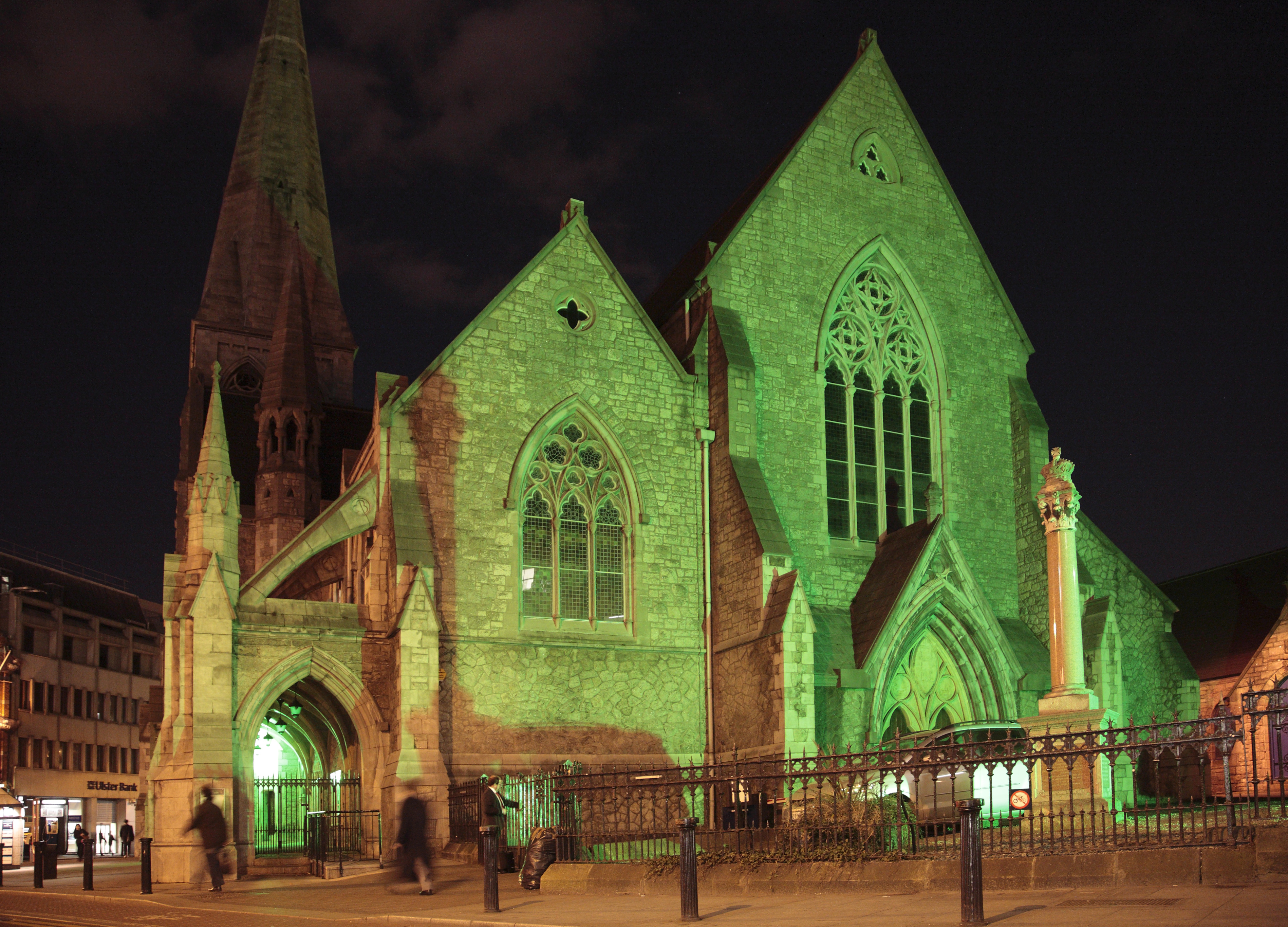
St. Andrew’s Church, St. Andrew Street, Dublin, Republik Irland

Die St. Andrew’s Church (irisch Eaglais San Aindrias) in der St. Andrew Street, Dublin, Republik Irland ist eine ehemalige Pfarrkirche der Church of Ireland. 1995 wurde sie als  Kirche  entwidmet und fortan zeitweilig als Touristeninformationsbüro genutzt.

## Die Kirche
Die ursprüngliche St. Andrew’s Church befand sich in der heutigen Dame Street, verschwand aber während der Herrschaft Oliver Cromwells in der Mitte des 17. Jahrhunderts. 1665 wurde etwas weiter von den Stadtmauern entfernt, nahe Thingmote, dem alten Versammlungsplatz der normannischen Herrscher, eine neue Kirche nach den Plänen von William Dodson errichtet. Wegen ihrer Form war die Kirche als „Runde Kirche“ bekannt. Grundbesitzer aus Dublin wie Lord Anglesey (nach dem die Anglesey Street benannt ist) und Sir John Temple (nach dem die Temple Bar benannt ist) gehörten zu den Kirchenvorstehern der St. Andrew’s Church.
Die Kirche wurde 1793 renoviert, brannte 1860 nieder, worauf die heutige neugotische Kirche in der Zeit von 1862 bis 1866 nach Plänen von dem Gewinner des Architekturwettbewerbs, William Henry Lynn (1829–1915), errichtet wurde.

## Die Pfarre
Die Pfarre St. Andrew betreute die politische Gemeinde St. Andrews. Ihr gehörten 1901 3058 Gläubige an, 1971 waren es 300.

## Beisetzungen
Esther Vanhomrigh wurde in der Kirche im Juni 1723 bestattet.
Marmaduke Coghill, Parlamentsabgeordneter für den Bezirk Dublin University, Richter am Königlichen Gericht und Schatzkanzler, wurde in der Familiengruft 1738 beigesetzt.

## Der Friedhof
Stadtrat Thomas Pleasants, Vater des Kaufmanns, Bauherrn und Philanthrops Thomas Pleasant, wurde auf dem Kirchenfriedhof 1729 beigesetzt.